# Acacia meissneri
Acacia meissneri é uma espécie de leguminosa do gênero Acacia, pertencente à família Fabaceae.